# 迪奥戈·达洛特
若泽·迪奥戈·达洛特·特谢拉（葡萄牙語：José Diogo Dalot Teixeira，1999年3月18日—），出生于葡萄牙布拉加，葡萄牙职业足球运动员，场上司职边后卫，可担任边锋位置，现效力于英超球队曼联。

## 俱乐部生涯

### 波尔图
达洛特出生于布拉加 ，他于2008年加入波尔图的青年队，当时9岁。2017年1月28日，在一场葡萄牙足球甲级联赛波尔图B队对阵历索斯体育的比赛中，他在上演了首秀。他打满了全场比赛，但遗憾的是该场比赛波尔图最终输给了对手。
达洛特在2017年10月13日首次与一线队一同参加竞技比赛，在一场葡萄牙杯6-0击败卢西塔诺GC比赛首次亮相。 他于2018年2月18日首次在葡超联赛中亮相，在波尔图主场5-0击败里奥阿维的第75分钟替补出场。

### 曼联
达洛特在2018年6月6日与英超俱乐部曼联签订了一份为期五年的合同，转会费用为1900万英镑。他于2018年9月19日在一场对阵瑞士球队伯尔尼年轻人的欧冠小组赛中为新东家首次亮相。  2020年1月26日，他在一场足总杯6-0击败特兰米尔流浪的比赛中打进了球队的第二个进球，这也是他在曼联的第一个进球。 

#### 租借到AC米兰
2020年10月4日，达洛特从曼联租借加盟意甲俱乐部AC米兰，直至2021年6月30日。2021年3月7日，在AC米兰2-0客胜维罗纳的意甲比赛中，达洛特打进了球队的第二粒进球，这也是他为AC米兰打进的第一粒进球。

## 国家队生涯
达洛特曾经多次入选葡萄牙各级国家队。他作为主力帮助葡萄牙赢得了2016年阿塞拜疆U17欧锦赛冠军，在五场比赛中打进2粒进球，其中包括对西班牙的决赛。同年，他帮助葡萄牙U19闯入了同一比赛的八强。 
达洛特代表葡萄牙U20参加了2017年FIFA U20世界杯，他打满了葡萄牙的全部比赛。葡萄牙U20最终止步四分之一决赛。
2021年6月13日，由於若奧·坎塞羅的COVID-19測試為陽性，达洛特替補加入了葡萄牙参加2020年歐洲國家盃的26人大名單中。6月23日，达洛特在2020年歐洲國家盃分組賽對上法國2-2平局的比賽中替補上場，這是他在國家隊的首次亮相。
2022年9月24日，達洛特在2022–23年歐洲國家聯賽A對陣捷克的比賽中梅開二度踢進在國家隊的首次進球，幫助球隊以4-0獲勝。
2022年世界盃，達洛特獲召入葡萄牙國家隊。

## 生涯數據

### 國家隊
最後更新：2022年9月24日
| # | 日期          | 場館                                         | 場次 | 對手 | 進球 | 賽果 | 賽事                   |
| - | ------------- | -------------------------------------------- | ---- | ---- | ---- | ---- | ---------------------- |
| 1 | 2022年9月22日 | 捷克，布拉格 · 伊甸園體育場（Fortuna Arena） | 6    | 捷克 | 1–0  | 4–0  | 2022–23年歐洲國家聯賽A |
| 2 | 2022年9月22日 | 捷克，布拉格 · 伊甸園體育場（Fortuna Arena） | 6    | 捷克 | 3–0  | 4–0  | 2022–23年歐洲國家聯賽A |

## 荣誉

### 球會
波尔图
- 葡萄牙足球超级联赛冠军：2017–18

 曼联
- 英格蘭聯賽盃冠軍：2022–23[7]
- 英格蘭足總盃冠軍：2023–24[8]

### 國家隊
葡萄牙U17
- U17歐洲國家盃冠军：2016

 葡萄牙
- 歐洲足協國家聯賽冠軍：2024-25賽季

### 个人
- 2016年阿塞拜疆U-17欧锦赛赛事最佳阵容
- 2017年格鲁吉亚U-19欧锦赛赛事最佳阵容